# Сюлли-сюр-Луар (замок)
Сюлли-сюр-Луар (фр. Château de Sully-sur-Loire) — средневековый луарский замок (шато), резиденция герцогов де Сюлли, до 1962 года принадлежавший знатному семейству Бетюнов, наиболее известным представителем которого был Максимильен де Бетюн Сюлли, 1-й герцог де Сюлли (1560–1641), соратник и министр финансов короля Генриха IV. Во время Фронды в нём прятались Анна Австрийская и кардинал Мазарини. В начале XVIII века Вольтер, преследуемый из-за своих сатирических произведений, нашёл здесь убежище от гнева регента Филиппа Орлеанского.
Впервые замок упоминается в 1102 году. Изначально он имел большое оборонительное значение: первоначально это был замок-крепость, построенный для контроля над одним из немногих мест, где Луару можно перейти вброд, и моста, существовавшего до XIV века. В 1218 году король Филипп II Август построил главную башню (донжон).
В 1396 году Ги VI де Ла Тремуй, великий камергер Бургундии, и его супруга Мария де Сюлли, принцесса Буабельская, начали строительство нынешнего замка.
В 1602 году замок переходит во владение семьи де Бетюн, когда Максимильен де Бетюн, маркиз де Рони, покупает баронство Сюлли-сюр-Луар у Клода де Ла Тремуя, герцога де Туар. В 1606 году баронство было преобразовано в герцогство де Сюлли, сделав Максимильена первым герцогом этого владения. В период с 1602 по 1607 год Максимильен де Бетюн перестроил замок для собственных нужд, а также построил парк.
В 1962 году после смерти внучки потомка герцогов де Сюлли графа де Бетюн Сюлли Эжена II Маго Мари замок был продан местному совету Луары, который отреставрировал большую часть замка и открыл его для публики.
Замок Сюлли-сюр-Луар входит в число замков Луары, включённых в 2000 году ЮНЕСКО в число объектов, составляющих Всемирное наследие.